# Cerro Alegre

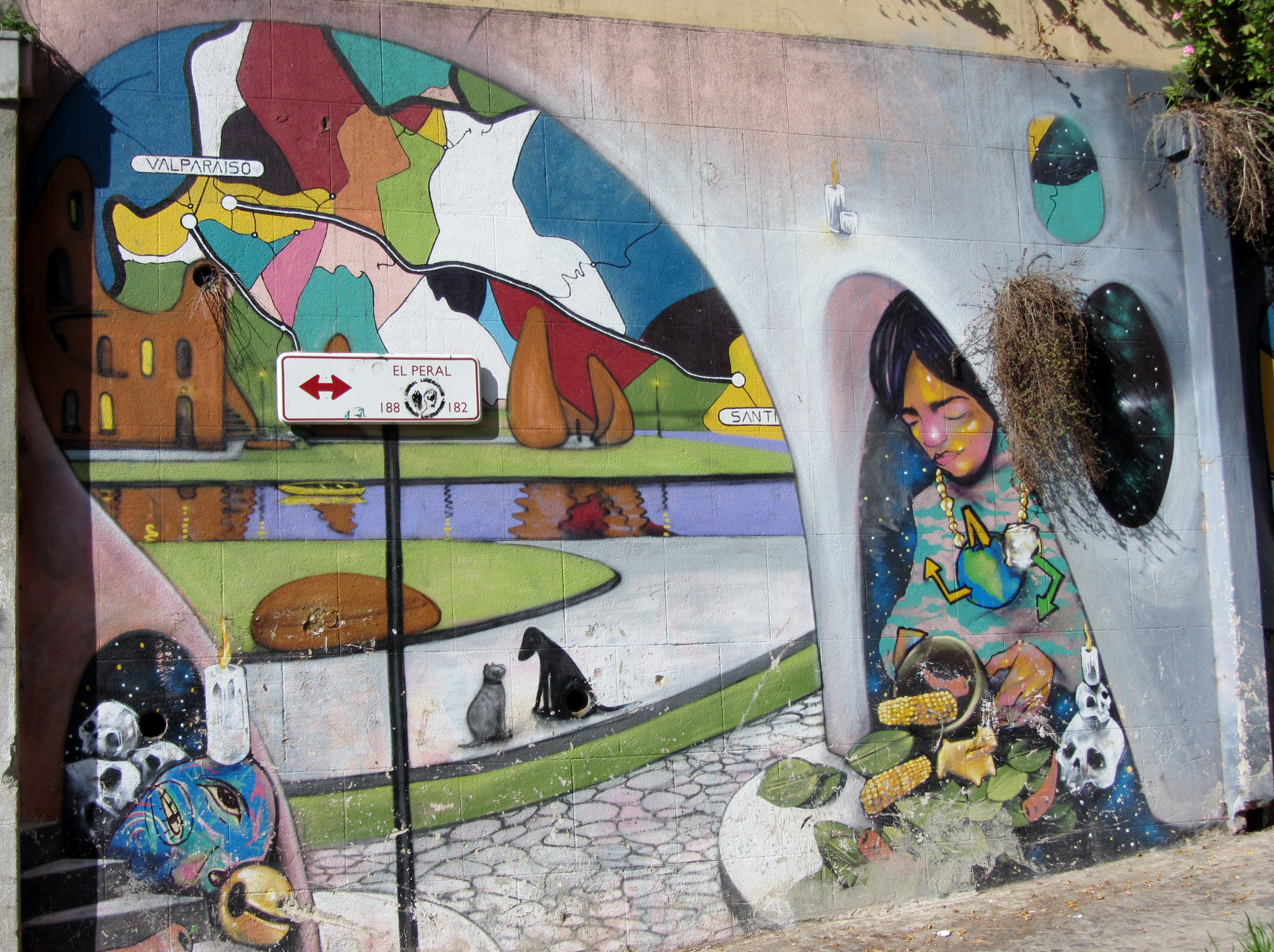
Mural de Grin, Larobotdemadera, Inti y Kelp junto a la estación superior del ascensor El Peral, en la calle del mismo nombre

Cerro Alegre es un barrio de la ciudad de Valparaíso, Chile y se encuentra sobre el centro político y financiero de la ciudad. Su nombre se debe a los bellos jardines que adornaban las casas del sector, que en el siglo XIX estaba habitado principalmente por inmigrantes ingleses. 
Formula una unidad geográfica y cultural con el vecino Cerro Concepción. Cerro Alegre es barrio de un conjunto de sitios atractivos, como restaurantes, miradores, hoteles de lujo, hostales y otros alojamientos más tradicionales. 

## Geografía
El barrio de Cerro Alegre está comprendido por las calles Almirante Montt y José Tomás Ramos en sus extremos laterales, Calle Prat en su extremo inferior y calle Carlos Pezoa Veliz en su extremo superior. Limita con los barrios Puerto y Cerro Cordillera hacia el norte, Financiero y el centro de Valparaíso hacia el este, Cerro Cárcel hacia el sur y Playa Ancha Alto hacia el oeste.
Tiene una superficie de unos 0,7 km² y una población de 6 124 habitantes según el censo del 2017. Su densidad de población es de 15 310 habitantes/km².

## Historia
Distinguidos capitanes de la conquista fueron los primeros habitantes del cerro Alegre, cuyos terrenos correspondían a una de las mercedes otorgadas por Pedro de Valdivia a oficiales que encabezaban las tropas en las diferentes campañas. Los capitanes Juan Rodrigo de Guzmán y Nicolás Octavio fueron los primeros españoles en instalarse en el cerro. En 1672, ambos donaron sus terrenos a la orden de los agustinos; medio siglo después, en 1724, el prior Miguel Arrué los vendió nuevamente a un militar, al capitán Luis García Venegas.
En 1822,el comerciante William Bateman construyó la primera casa y un camino para subir. Le siguió John Martin, también británico. Tras el terremoto de 1822, se comenzó a construir casonas de estilo arquitectónico inglés y una iglesia protestante. El barrio fue poblado por la naciente burguesía comerciante local, en su mayoría británicos y alemanes.
En la segunda mitad del siglo XIX, vivían en Cerro Alegre Samuel Oxley, Jorge Rose Innes, los comerciantes Templeman y David Allerdice, el constructor de barcos Juan Atkinson y el presbiteriano David Trumbull.
Tras la independencia, los porteños criollos lo llamaban cerro Alegre, y los ingleses residentes Mount Pleasent. Se le conoció también como cerro de los Judíos. Para llegar al cerro desde el puerto, se debía subir por la Quebrada de San Agustín (actual Calle José Tomás Ramos), y luego subir por el Camino de los Aguadores, actual calle Estanque.
En 1857 se fundó el Colegio Inglés Mc Kay en calle del Hospital (actual Guillermo Munnich), el colegio inglés más antiguo de Chile y posteriormente, el Saint Margaret's British School for Girls. En 1877, se crea el Colegio de Nuestra Señora de la Misericordia y el Hospital Alemán, en el espacio que ocupó la Quinta Buchnann, obra de la colonia alemana de la ciudad y segundo hospital alemán de Sudamérica. En 1901, los residentes del barrio descendientes de ingleses, fundaron la décima primera CompañÍa de Bomberos "George Garland". Su cuartel estuvo en Montealgre, detrás de la parroquia.
En 1909 se funda el club deportivo Everton en la casa de David Foxley. Este equipo de fútbol se trasladó a Viña del Mar debido a que la Asociación Central de Fútbol solo aceptaba un equipo oficial por ciudad. En 1991, por iniciativa del Rotary Club de Valparaíso, se crea el Centro de Capacitación Laboral "Agustín Turner".

## Sitios de interés

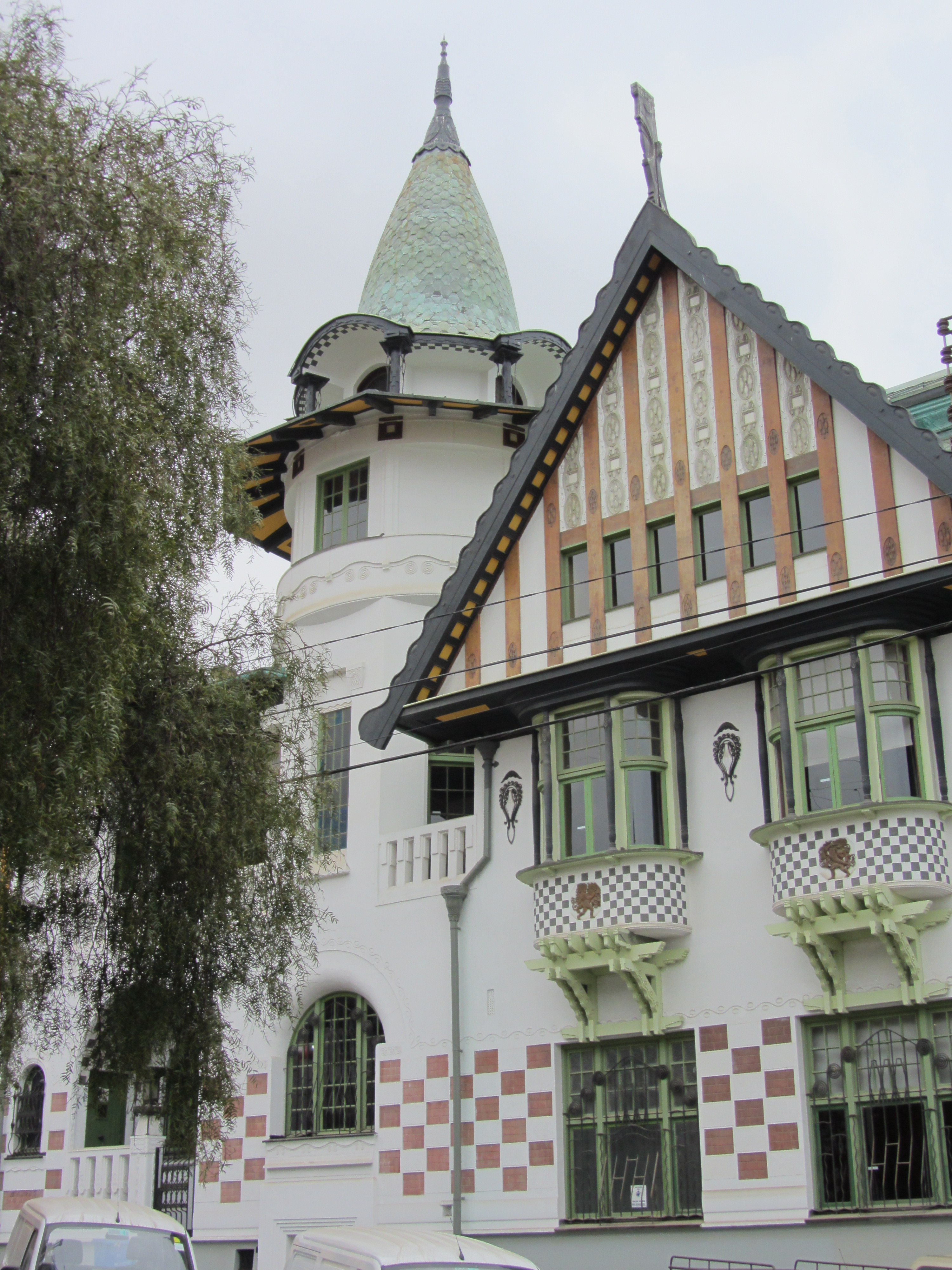
Palacio Baburizza

### Cerro Concepción
El cerro Concepción es en conjunto uno de los lugares más atractivos y turísticos de Valparaíso con restaurantes y miradores como el Paseo Mirador Atkinson y el Paseo Gervasoni. En este último se encuentra el ascensor Concepción, el primero de la ciudad. El sector toma su nombre por el Castillo Concepción, construido en 1676 en donde actualmente se encuentra el paseo Atkinson. Este cerro sirvió de unión del puerto de Valparaíso con el barrio El Almendral cuando aún no se ganaba terreno al mar. Fue uno de los primeros sectores altos de la ciudad en ser poblado.

### Montealegre
En este sector se ubican casonas de carácter señorial. Vivió aquí el cirujano naval escocés Tomás Leighton, cuya calle de residencia fue renombrada en su honor. En calle Leighton vivió la familia Fontaine, Federico Rudolph, Alberto Karlezi y el senador Pedro Ibáñez Ojeda. Sobre calle Montealegre estaba la casa de la familia Karlsrusher, donde viviría posteriormente el alcalde Sergio Vuskovic. Otros vecinos ilustres del sector Montealegre fueron Arturo Vorwerk Klee, Sara Vial de los Heros, Thomas Somerscales, Medardo Espinoza, Rafael Luis Barahona, Lucía D'Ambra, la familia Vianello y Héctor Radrigán.

### Paseo Yugoslavo
El paseo Yugoslavo es el lugar más representativo de cerro Alegre. Está ubicado a 45 metros sobre el nivel del mar en la salida de la estación superior del ascensor El Peral. Se encuentran aquí el Palacio Astoreca y el Museo de Bellas Artes de Valparaíso en las dependencias del Palacio Baburizza. 
Anteriormente era conocido como Paseo Americano. La casas construidas en este sector remontan de afines del siglo XIX y principios del siglo XX, las cuales fueron financiadas con las fortunas obtenidas del salitre. Entre las ricas familias salitreras que se asentaron en el Paseo Yugoslavo se encuentran los Baburizza, los Zanelli, los Astoreca y los Antoncich.
En 1916 se construyó el palacio de la familia Zanelli, el cual fue comprado en 1925 por Pascual Baburizza. En 1928, se remodeló el paseo a manos del arquitecto Vicente Callovich. 

## Cultura

### Deportes
El deporte más popular en Cerro Alegre fue el baloncesto. En 1912, nació la organización New Crusaders, que tuvo su mayor éxito en 1950 tras derrotar a Unión Española, campeón durante 25 años seguidos del campeonato local y representantes de Chile en los Juegos Olímpicos de Berlín. Sus jugadores más destacados eran Hernán Raffo y Ortega. En su época del oro, el club tuvo ramas de atletismo, fútbol, natación y waterpolo. La cancha de basquetbol fue construida en 1958 y está al final del pasaje Santa Victorina.
En lo que respecta al fútbol, el club deportivo Everton de Viña del Mar fue creado en Cerro Alegre. En atletismo, una de las figuras más destacadas fue Francisco Allen, quien rompió el récord sudamericano de 3000 metros con obstáculos el 21 de mayo de 1989.

### Educación
Establecimientos de educación básica:
- Escuela Básica Montessori
- Escuela Particular San Luis

Establecimientos de educación media:
- Liceo N°21 Pedro Montt
- Colegio Montessori
- Colegio Nuestra Señora de la Misericordia
- Colegio Puerto Paz
- Colegio Internacional Valparaíso
- Colegio Bordemar

Establecimientos de educación superior:
- Instituto de Música de la Pontificia Universidad Católica de Valparaíso
- Centro de Capacitación Laboral "Agustín Turner"

### Iglesias y parroquias
- Parroquia de San Luis Gonzaga.
- Iglesia Luterana de la Santa Cruz.
- Capilla San Luis.
- Catedral Anglicana de San Pablo.
- Iglesia de Jesucristo de los Santos de los Últimos Días, estaca Cerro Alegre.

### Artes

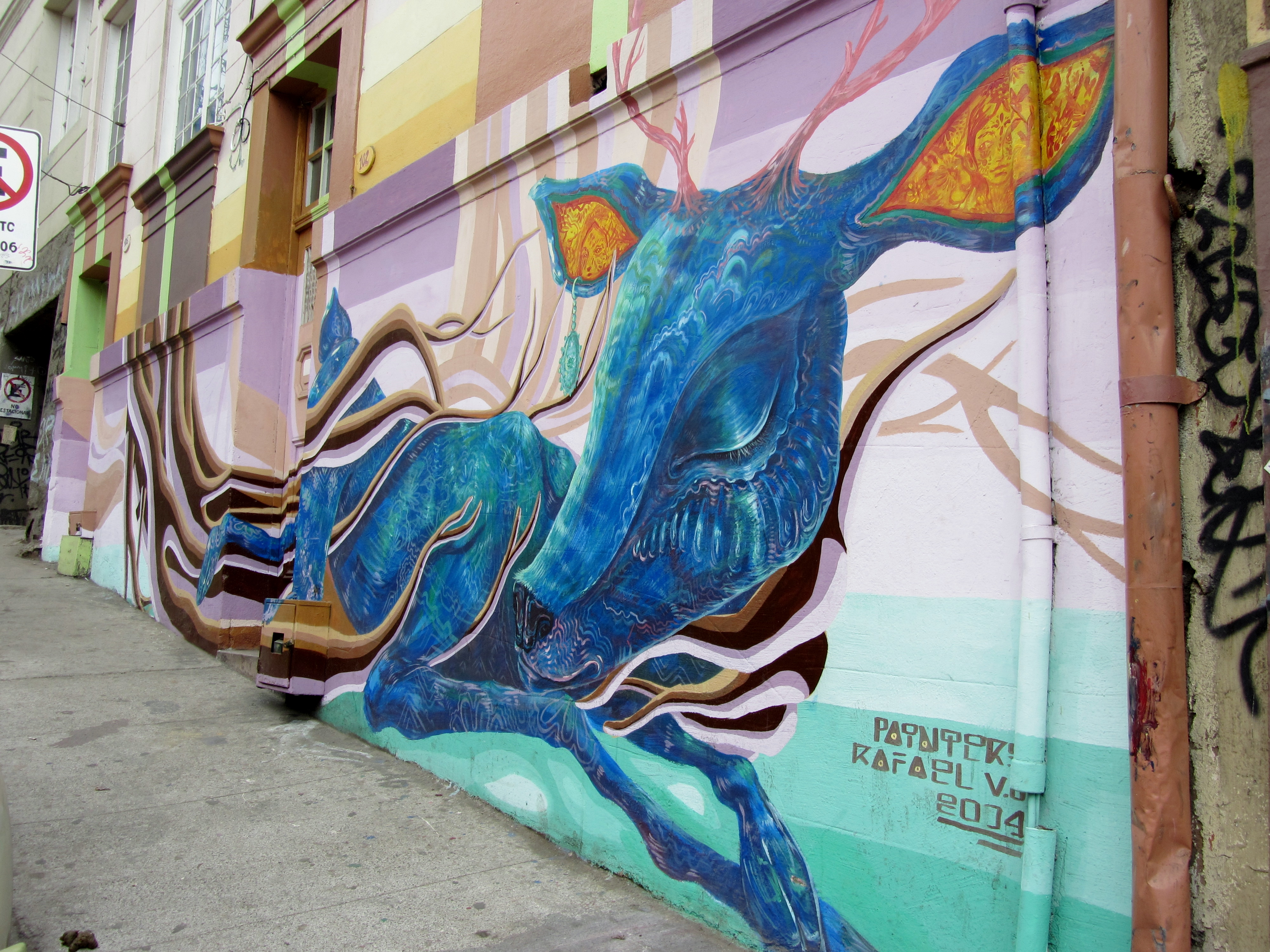
La invitación, grafiti del chileno Painters (Gonzalo Sánchez) y del mexicano Rafael Vázquez Orozco

Ubicada a la salida de la estación superior del ascensor Reina Victoria, la plazoleta Lukas, después de remodelada en 2014, se ha convertido en una especie de museo al aire libre en homenaje al famoso dibujante Renzo Pecchenino. Con apoyo de la Municipalidad de Valparaíso y la Fundación Lukas, los artistas Cynthia Aguilera (que también firma sola como Cines) y Sammy Espinoza (Jekse o Jehkse), dúo que firma sus grafitis como Unkolordistinto, han recreado los personajes del Bestiario del Reyno de Chile en los muros y tiendas de la pequeña plaza.
Desde ella se abren hermosas vistas del vecino cerro Concepción y, particularmente, de su iglesia luterana de La Santa Cruz. Aquí comienza el paseo Dimalow, con su hotel boutique Casa Vander, que da a la plazoleta y cuya cara norte, que mira al ascensor, está adornada en su parte inferior con el largo mural La gallada, personajes de Lukas pintados por Unkolordistinto.
El paseo Dimalow es famoso tanto por las vistas que se aprecian desde él como por los murales que se pueden admirar al recorrerlo, entre los que destaca el inmenso personaje pintado por La Robot de Madera (se ve desde el comienzo del paseo, a la derecha, en la cara norte de un edificio), que tiene en su pecho una torre en llamas. Dimalow termina en la calle Almirante Montt, la que, a la derecha, conduce a la iglesia anglicana de San Pablo, que marca el comienzo del cerro Concepción.
La estación superior del ascensor El Peral —cerrado por un año a partir del 1 de junio de 2015 para una "recuperación integral"— da a la calle del mismo nombre; a pocos pasos, a la izquierda, comienza el paseo Yugoslavo, con el magnífico Palacio Baburizza, sede del Museo Municipal de Bellas Artes, que tiene una valiosa colección de obras de artistas nacionales y extranjeros. Desde el paseo, que fue uno de los primeros miradores del puerto, se abre una bella panorámica de la bahía de Valparaíso. En este paseo, en la esquina oriente del Baburizza, está la calle Montealegre, que conecta con el cerro Concepción. 
En la calle Galos esquina Templeman, se encuentra la iglesia de san Luis de Gonzaga (conocida simplemente también como iglesia San Luis y oficialmente como Parroquia San Luis de Gonzaga), fundada en 1890 por los padres palotinos irlandeses ante la necesidad de contar con un lugar de culto católico en un sector poblado por inmigrantes que ya tenían el citado templo anglicano y el luterano de la Santa Cruz, ambos en el vecino cerro Concepción. Juana Ross de Edwards donó los terrenos para su construcción en 1890, que estuvo a cargo del arquitecto Nicanor Marambio y que duró dos años y medio: fue inaugurada el 8 de marzo de 1893. Después, desde 1934 y 1965, fue de los palotinos alemanes; fueron ellos, concretamente el párroco Clemente Klepper en 1935, quien la hizo partícipe del Movimiento apostólico de Schönstatt. Detrás de la iglesia está la plazuela San Luis, punto importante de conjunción de 6 calles: Almirante Montt, Capilla, Montealegre, Alemania, Múnich y Estanque. Junto con la parroquia, se fundó la Escuela San Luis, en la calle Cirilo Armstrong, que en un comienzo era solo de hombres; hoy es mixto

## Transporte

### Ascensores

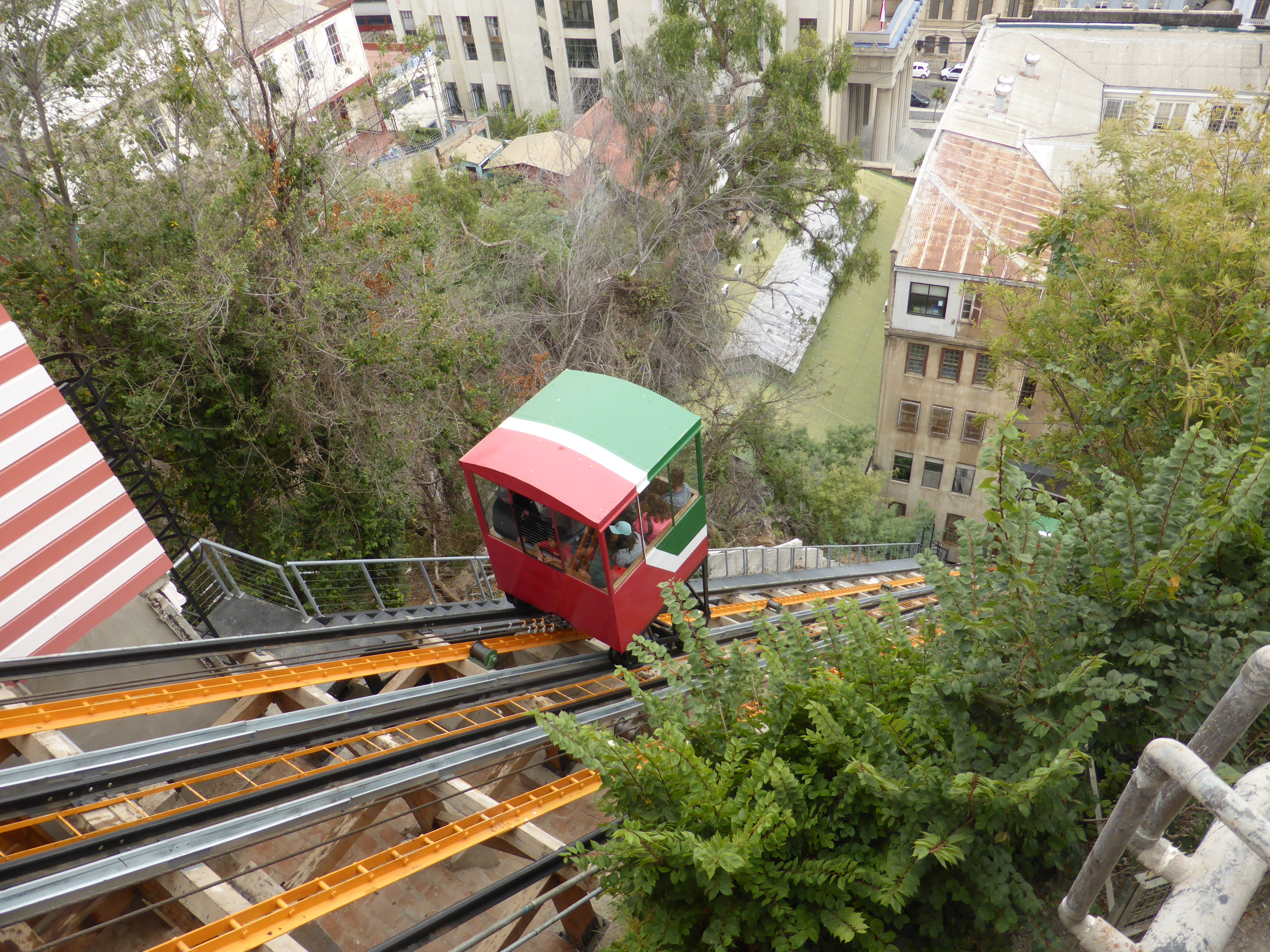
El ascensor El Peral es un funicular que sube al Cerro Alegre. Es del año 1902. Fue restaurado en 2016.

Se puede acceder a Cerro Alegre desde el centro mediante:
- Ascensor Reina Victoria, inaugurado en 1902, con su estación baja en calle Elías y estación alta en paseo Dimalow, permite conectar Cerro Alegre con el centro de Valparaíso.
- Ascensor Concepción, inaugurado en 1883, con su estación baja en calle Prat y estación alta en paseo Gervasoni, permite conectar Cerro Concepción con el barrio Financiero.
- Ascensor El Peral, inaugurado en 1902, con su estación baja en Plaza Justicia y estación alta en paseo Yugoslavo, permite conectar Cerro Alegre con el barrio Puerto.

### Transporte Metropolitano de Valparaíso
Cerro Alegre es uno de los barrios con menor conectividad del Gran Valparaíso puesto que ninguna línea de autobús transita por el centro comercial y turístico del barrio. Sin embargo en el sector alto del barrio pasan las siguientes líneas:
- 514 [Portales - Playa Ancha], por calle El Manzano
- 515 [Portales - Playa Ancha], por Avenida Alemania
- 607 [Reñaca - Cárcel Valparaíso], por Avenida Alemania
- 612 [Viña del Mar - Playa Ancha], por Avenida Alemania
- 613 [Viña del Mar - Playa Ancha], por Avenida Alemania

### Taxis y colectivos
En Plaza Aníbal Pinto existe un paradero de taxis que suben a Cerro Alegre. A un costado existe un paradero de taxis colectivo que unen el centro de Valparaíso, Cerro Alegre y Playa Ancha Alto. También existe una línea de colectivo que une el barrio con el Rodoviario.